# Three's Company
Three's Company, titulada Tres son multitud  (en Hispanoamérica) y Apartamento para tres (en España), es una comedia de situación estadounidense que fue transmitida entre el 15 de marzo de 1977 y el 18 de septiembre de 1984 por la cadena ABC, completando 172 episodios a lo largo de ocho temporadas. Se basa en la serie inglesa Man About the House (1973-1976).
La historia gira en torno a tres jóvenes que comparten un apartamento en Santa Mónica, California: Janet Wood (Joyce DeWitt), Chrissy Snow (Suzanne Somers) y Jack Tripper (John Ritter). La serie incluye además a personajes como el propietario del edificio de apartamentos, Stanley Roper (Norman Fell), y su esposa, Helen Roper. Tras la salida de Suzanne Somers, Jenilee Harrison se unió al reparto como Cindy Snow (prima de Chrissy), quien fue sustituida más tarde por Priscilla Barnes como Terri Alden, una enfermera. Después de que el matrimonio Roper dejara la serie por su propio programa (The Ropers), Don Knotts se unió al reparto como el nuevo propietario del edificio, el excéntrico Ralph Furley. 
La serie narra las aventuras, constantes malentendidos, problemas económicos, preocupaciones amorosas y otras vicisitudes de la vida social del trío.

## Elenco
| Personaje              | Intérprete       | Temporadas | Anotaciones                                          |
| ---------------------- | ---------------- | ---------- | ---------------------------------------------------- |
| Jack Tripper           | John Ritter      | 8          | El único que estuvo en los 172 episodios             |
| Janet Wood             | Joyce De Witt    | 8          | Estuvo en 169 episodios                              |
| Larry Dallas           | Richard Kline    | 8          | Participación esporádica                             |
| Christmas Chrissy Snow | Suzzane Somers   | 5          | Desde la quinta temporada se reduce su participación |
| Ralph Furley           | Don Knotts       | 5          | Desde la cuarta temporada                            |
| Terry Allen            | Priscilla Barnes | 5          | Desde la sexta temporada                             |
| Stanley Roper          | Norman Fell      | 3          | Sale de la serie para la serie derivada              |
| Helen Roper            | Audra Lindley    | 3          | Sale de la serie para la serie derivada              |
| Cindy Snow             | JenilleHarrison  | 2          | Desde el episodio 7 de la quinta temporada           |
| Lana Shields           | Ann Wedgeworth   | 1          | Estuvo en la cuarta temporada                        |
| Frank Angelino         | Jordan Charney   | 1          | Episodios esporádicos desde la quinta temporada      |
| Mustafá                | Gino Conforti    | 1          | Episodios esporádicos desde la quinta temporada      |
| Dean Travers           | William Pierson  | 1          | Episodios esporádicos                                |
| Vicky Bradford         | Mary Cadorette   | 1          | Participación en la última temporada                 |
| James Bradford         | Robert Mandan    | 1          | Participación en la última temporada                 |